# 巴加特迪
巴加特迪（Bhagatdih），是印度贾坎德邦丹巴德县的一个城镇。总人口33263（2001年）。

## 人口
该地2001年总人口33263人，其中男性18287人，女性14976人；0—6岁人口5085人，其中男2620人，女2465人；识字率58.08%，其中男性为68.03%，女性为45.92%。